# Scelorthus calcifera
Scelorthus calcifera är en fjärilsart som beskrevs av Walsingham 1909. Scelorthus calcifera ingår i släktet Scelorthus och familjen signalmalar. Inga underarter finns listade i Catalogue of Life.